# Золтан Цибор
Зо́лтан Шу́хай Ци́бор (угор. Czibor Suhai Zoltán) (23 серпня 1929, Капошвар, Угорщина — 1 вересня 1997, Комаром, Угорщина) — угорський футболіст, який виступав на позиції лівого нападника. Грав за національну збірну Угорщини.

## Клубна кар'єра
Свою футбольну кар'єру футболіст почав в місцевому ФК «Комаром». Незабаром почалася війна, і Золтан пішов на фронт. Після повернення Цибор став виступати за ФК «Комаром», але пізніше його запросили виступати за молодіжну національну команду.
Після декількох ігор за молодіжну команду Золтана зауважив ФК «Ференцварош», після чого футболіст в 1948 році перейшов в команду клубу. У 1949 році в складі команди Цибор виграв чемпіонат Угорщини. Потім він недовго виступав за ФК «Чепель».
У 1953 році футболіст перейшов у «Гонвед». Всього у складі команди Золтан відіграв 175 матчів і забив 100 голів. У жовтні 1956 року в Угорщині відбулася антикомуністична революція. Через тиждень після її початку, 29 жовтня, «Гонвед» відправився на матч Кубку європейських чемпіонів проти «Атлетіка» з Більбао. Звістка про радянське вторгнення в Угорщину застала футболістів у Відні. Перший матч баски виграли 3-2, а другий, який відбувся на нейтральному полі в Брюсселі, закінчився бойовою нічиєю 3-3. Гравці «Гонведа» вирішили не повертатися в комуністичну Угорщину, за що отримали дворічну дискваліфікацію.
У Західній Європі в 1956 році Золтан почав грати в ФК «Рома». Пізніше футболіста запросили виступати за «Барселону», де 19 березня 1958 року відбувся його перший матч за команду. Всього за футбольний клуб Золтан відіграв три сезони.
Після ФК «Барселона» нападник грав за «Еспаньйол», «Базель», «Аустрію»,«Прімо Хемілтон», «Грассгоппер» і «Торонто Сіті», в якому й завершив кар'єру гравця.
У 1990 році Золтан повернувся в Угорщину, де став працювати президентом ФК «Комаром».

## Міжнародна кар'єра
З 1949 по 1956 роки Цибор грав за національну збірну Угорщини. Всього за збірну він провів 43 матчі й забив 17 голів, виграв у її складі Олімпіаду 1952 й Кубок Центральної Європи 1948—1953. Крім того, став срібним призером чемпіонату світу 1954, забивши в тому турнірі 3 голи, один з яких — у фінальному матчі проти збірної ФРН.

## Досягнення
Командні досягнення
 Ференцварош
- Чемпіон Угорської ліги (1): 1949

 Гонвед Будапешт
- Чемпіон Угорської ліги (2): 1954, 1955
- Найкращий бомбардир чемпіонату Угорщини: 1955 (20)

 Барселона
- Чемпіон Прімери (2): 1959, 1960
- Володар Кубка Іспанії: 1958–59
- Володар Кубка ярмарків (1): 1960

 Збірна Угорщини
- Олімпійський чемпіон: 1952
- Віце-чемпіон світу: 1954
- Володар Центрально-європейського кубка: 1953